# Rau (Familienname)
Rau ist ein deutschsprachiger Familienname.

## Namensträger

### A
- Adolf Rau (1867–1908), deutscher Maler
- Albert Rau (* 1960), kasachischer Politiker
- Alfred Rau (1866–1931), deutscher Chemiker
- Ambrosius Rau (1784–1830), deutscher Naturforscher
- Andrea Rau (Schauspielerin) (* 1947), deutsche Schauspielerin
- Andrea Rau (Medizinerin) (* 1977), deutsche Kieferchirurgin und Hochschullehrerin
- Andreas Rau (1858–1935), deutscher Gastwirt und Politiker
- Ansgar Rau (* 1959), deutscher Radiojournalist
- Arthur Rau (1895–1962), deutsch-israelischer Jurist
- August Rau (1866–1951), deutscher Violinbogenbauer

### B
- Benegal Narsing Rau (1887–1953), indischer Jurist und Richter am Internationalen Gerichtshof
- Bob Rau (1951–2002), US-amerikanischer Computeringenieur
- Brigitte Rau (1933–1979), deutsche Filmschauspielerin

### C
- Carl August Rau (1890–1921), deutscher Musikwissenschaftler
- Chad Rau (* 1987), US-amerikanischer Eishockeyspieler
- Charles Rau (1826–1887), deutscher Anthropologe und Kurator des Smithsonian
- Christian Rau (Rechtswissenschaftler) (1744–1818), deutscher Rechtswissenschaftler
- Christian Rau (Historiker) (* 1984), deutscher Historiker
- Christian Rau (Rundfunksprecher) (1904–1969), deutscher Rundfunksprecher beim Deutschlandsender
- Christian Holz-Rau (* 1956), deutscher Ingenieur und Hochschullehrer
- Christian August Maximilian Rau (1800–1846), deutscher Stadtschultheiß, MdL (Württemberg)
- Christina Rau (* 1956), deutsche Politologin
- Cordula Rau, deutsche Architektin, Journalistin und Autorin

### D
- Daniel Rau (* 1982), deutscher Eishockeyspieler
- Dominic Rau (* 1990), deutscher Fußballspieler

### E
- Eckhard Rau (1938–2011), deutscher evangelischer Neutestamentler
- Edmund Rau (1868–1953), deutscher Jurist und Staatspräsident von Württemberg
- Emil Rau (1858–1937), deutscher Maler
- Emil Rau (Eishockeyspieler), deutscher Eishockeyspieler
- Erich Rau (* 1931), deutscher Politiker (FDJ, SED)
- Ernst Rau (1839–1875), deutscher Bildhauer
- Ernst Rau (Fechter) (1927–2012), deutscher Fechter
- Erwin Rau (1918–1995), deutscher Flottillenadmiral

### F
- Fernand Rau (1940–1994), luxemburgischer Wirtschaftswissenschaftler und Politiker
- Franz Rau (Märtyrer) (1888–1937), russlanddeutscher Geistlicher und Märtyrer
- Franz Rau (Dirigent) (1890–1958), deutscher Dirigent und Konservatoriumsdirektor
- Friedrich Rau (1916–2001), deutscher Jurist und Politiker (SPD), MdB
- Friedrich Rau (Sänger) (* 1983), deutscher Musicaldarsteller, Sänger und Songwriter
- Fritz Rau (Unternehmer) (1877–1962), Schweizer Textilunternehmer
- Fritz Rau (Eishockeyspieler), deutscher Eishockeyspieler
- Fritz Rau (Widerstandskämpfer) (1904–1933), deutscher Widerstandskämpfer
- Fritz Rau (1930–2013), deutscher Konzertveranstalter

### G
- Georg Rau (Historiker) (1819–1883?), deutscher Historiker
- Georg Rau (1892–1964), deutscher Politiker (NSDAP)
- Gerhard Rau (1934–2022), deutscher evangelischer Theologe
- Gottlieb Rau (1816–1854), deutscher Industrieller, Publizist, Politiker und republikanischer Agitator in der deutschen Revolution von 1848
- Gottlieb Martin Wilhelm Ludwig Rau (1779–1840), Prof. in Gießen, Arzt und Homöopath
- Gretchen Rau (1939–2006), US-amerikanische Bühnenbildnerin
- Günter Rau (Ingenieur) (* 1938), deutscher Ingenieur, Biologe und Hochschullehrer
- Günther Rau (* 1930), deutscher Fußballspieler
- Günther Rau (Bibliothekar) (1951–2014), deutscher Bibliothekar
- Gustav Rau (Leichtathlet) (1878–??), deutscher Hürdenläufer
- Gustav Rau (Hippologe) (1880–1954), deutscher Hippologe
- Gustav Rau (Unternehmer) (1886–1960), deutscher Unternehmer
- Gustav Rau (Kunstsammler) (1922–2002), deutscher Arzt, Philanthrop und Kunstsammler

### H
- Hanns Rau (1904–nach 1971), deutscher Unternehmer
- Hans Rau (Physiker) (1881–1961), deutscher Physiker und Hochschullehrer
- Hans Rau (Politiker, 1916) (1916–1986), deutscher Politiker (CSU), MdL Bayern
- Hans Rau (Unternehmer) (1920–2017), deutscher Unternehmer
- Hans Rau (Politiker, 1925) (1925–1995), deutscher Jurist und Politiker (FDP)
- Harald Rau (* 1965), deutscher Kommunikationswissenschaftler, Medienökonom, Autor und Journalist
- Heimo Rau (1912–1993), deutscher Indologe
- Heinrich Rau (Politiker, 1879) (1879–1963), deutscher Politiker (SPD, USPD, KPD)
- Heinrich Rau (Architekt) (1896–1965), israelischer Architekt, Innenarchitekt und Stadtplaner
- Heinrich Rau (1899–1961), deutscher Politiker (KPD, SED)
- Helmut Rau (* 1950), deutscher Politiker (CDU)
- Henrike Rau (* vor 1977), deutsche Geografin und Hochschullehrerin
- Herbert Rau (1934–2000), deutscher Unternehmer
- Heribert Rau (1813–1876), deutscher Priester, Theologe und Schriftsteller
- Hermann Rau (Bibliothekar) (1848–1908), deutscher Bibliothekar und Philologe
- Hermann Rau (Journalist) (1900–1965), deutscher Journalist und Chefredakteur
- Hermann Rau (Kirchenmusiker) (1927–2014), deutscher Pianist, Organist, Dirigent und Kirchenmusikdirektor
- Horst Rau (1949–2020), deutscher Fußballspieler und -trainer
- Hugo Rau (1856–1940), württembergischer Oberamtmann

### I
- Ines Rau (* 1990), französisches Transgender-Model

### J
- Jana Sorgers-Rau (* 1967), deutsche Ruderin, Olympiasiegerin und Weltmeisterin
- Johann Rau (Propst) (1673–1733), erster Armenprediger in Berlin
- Johann Christian Rau (vor 1692–1721), deutscher Kapellmeister und Komponist
- Johann Eberhard Rau (1695–1770), deutscher evangelischer Theologe und Hochschullehrer
- Johann Georg Rau (1809–1872), deutscher katholischer Geistlicher und nassauischer Politiker
- Johann Jakob Rau (1715–1782), deutscher Astronom und Theologe
- Johann Philipp Rau (1781–1833), württembergischer Landtagsabgeordneter
- Johann Wilhelm Rau (Theologe) (1745–1807), deutscher evangelischer Theologe und Rektor der Universität Erlangen
- Johann Wilhelm Rau (Mediziner) (1804–1861), deutscher Arzt und Gründer der ersten Ohrenpoliklinik Europas
- Johanna Barbara Rau (1786–1840), Gründerin und Leiterin der ersten „Höheren Töchterschule“ in Erlangen
- Johannes Rau (1931–2006), deutscher Politiker (SPD) und Bundespräsident
- Johannes Jacobus Rau (1668–1719), deutscher Mediziner
- Jörn Rau (1922–2007), deutscher Architekt

### K
- K. Ananda Rau (1893–1966), indischer Mathematiker
- Karl Rau (General) (1884–1971), deutscher General-Ingenieur
- Karl Rau (Politiker) (1913–1956), deutscher Politiker, Bürgermeister von Heidenheim
- Karl Ferdinand Rau (1798–1874), württembergischer Landtagsabgeordneter
- Karl Heinrich Rau (1792–1870), deutscher Nationalökonom und Agrarwissenschaftler
- Kyle Rau (* 1992), US-amerikanischer Eishockeyspieler

### L
- Lieselotte Rau (1929–2017), deutsche Schauspielerin
- Lisa Rau (* 1987), deutsche Comiczeichnerin und Illustratorin
- Ludwig Rau (1821–1892), Arzt, Landwirtschaftslehrer und Direktor der Landwirtschaftlichen Akademie Hohenheim; Sohn von Karl Heinrich Rau

### M
- Markus Rau (* 1973), deutscher Leichtathlet
- Micha Rau (* 1957), deutscher Autor
- Michael Rau, Oberst, wirkte  um 1632 in Württemberg, besetzte Herrschaft  Kallenberg
- Milo Rau (* 1977), Schweizer Autor

### O
- Okka Rau (* 1977), deutsche Beach-Volleyballspielerin
- Oliver Rau (* 1968), deutscher Ruderer
- Otfried Rau (1933–2013), deutscher Architekt
- Otto Rau, Pseudonym des deutschen Anarchisten und Redakteurs Otto Rinke (1853–1899)
- Otto Rau (Maler) (1856–1928), deutscher Maler und Fotograf

### P
- Paul Rau (1897–1930), wolgadeutscher Archäologe und Volkskundler
- Peter Rau (Leichtathlet) (1921–1994), deutscher Leichtathlet
- Peter Rau (* 1940), deutscher Klassischer Philologe und Bibliothekar
- Peter Rau (Germanist) (* 1950), deutscher Germanist, Literaturwissenschaftler und Hochschullehrer
- Peter-Jürgen Rau (1936–2022), deutscher Politiker (FDP)
- Prabha Rau (1935–2010), indische Politikerin

### R
- Reinhold Rau (Historiker) (1896–1971), deutscher Historiker
- Reinhold Eugen Rau (1932–2006), deutscher Taxidermist, Initiator des Quagga-Projekts
- Remo Rau (1927–1987), Schweizer Musiker und Kaufmann
- Richard Rau (1889–1945), deutscher Leichtathlet
- Richard Rau (Grafiker) (* 1944), österreichischer Grafiker und Werber (Zürich)
- Rolf Rau (Mediziner) (* 1933), deutscher Internist, Rheumatologe und Hochschullehrer
- Rolf Rau (* 1944), deutscher Politiker (CDU), MdB
- Rudolf Rau (Mathematiker) (1871–1914), deutscher Mathematiker und Hochschullehrer
- Rudolf Rau (Pädagoge) (1877–1954), deutscher Lehrer

### S
- Sabine Rau (Journalistin) (* 1959), deutsche Fernsehjournalistin
- Sabine Rau (Psychologin) (* um 1980), deutsche Psychologin
- Sabine B. Rau (* 1962), deutsche Wirtschaftswissenschaftlerin und Hochschullehrerin
- Santha Rama Rau (1923–2009), amerikanische Schriftstellerin indischer Herkunft
- Sebald Rau (1724–1818), deutscher orientalischer Philologe und reformierter Theologe
- Sebald Fulco Johannes Rau (1765–1807), niederländischer Dichter, Orientalist und reformierter Theologe
- Steffen Rau (* 1970), deutscher Fußballtrainer
- Susanne Rau (* 1969), deutsche Historikerin und Hochschullehrerin

### T
- Thomas Rau (* 1936), deutscher Synchronsprecher
- Thomas Rau (Mediziner) (* 1950), Schweizer Arzt und Alternativmediziner
- Thomas Rau (Architekt) (* 1960), deutscher Architekt in den Niederlanden
- Tobias Rau (* 1981), deutscher Fußballspieler

### U
- Ulrike Wagner-Rau (* 1952), deutsche praktische Theologin
- Uwe Rau, deutscher Physiker

### W
- Walter Rau (Politiker) (1909–1976), deutscher Politiker (CDU)
- Walter Rau (Fußballspieler) (1910–?), deutscher Fußballspieler
- Werner Rau (1927–2013), deutscher Biologe und Hochschullehrer
- Wilhelm Rau (Generalleutnant) (1833–1908), preußischer Generalleutnant
- Wilhelm Rau (1922–1999), deutscher Indologe
- Wolfgang Rau (* 1935), deutscher Schauspieler
- Wolfgang Thomas Rau (1721–1772), deutscher Mediziner

### Y
- Yannick Rau (* 2001), deutscher Nachwuchsschauspieler

### Z
- Zbigniew Rau (* 1955), polnischer Politiker (PiS)